# Nerve (band)
 For alternative betydninger, se Nerve (flertydig). (Se også artikler, som begynder med Nerve)
Nerve er et dansk band dannet på initiativ af Ole Wennike og Morten "Varano" Hansen.
- Allan Vegenfeldt (The Sandmen) : Sang
- Morten "Varano" Hansen (Excess Bleeding Heart) : Keyboards,sampling.
- Stefan Moulvad (The Law) : Guitar
- Ole Wennike (The Sandmen) : El-bas.
- Alex Puddu (Excess Bleeding Heart) : Trommer

Usædvanlig Dance/Rock fusion.
Var support for David Bowie i Valbyhallen 1996.
Morten "Varano" Hansen og Alex Puddu dannede senere Puddu-Varano

## Diskografi
- Nerve (EMI,1996)
- Speedfreak Jive (EMI,1996)